# 28일 동안
《28일 동안》(영어: 28 Days)은 미국에서 제작된 베티 토머스 감독의 2000년 코미디 드라마 영화이다. 샌드라 불럭 등이 출연하였고, 제노 토핑 등이 제작에 참여하였다.

## 줄거리
알코올 의존증인 궨 커밍스는 매일 밤 남자친구 재스퍼와 함께 술에 취해 지낸다. 언니 릴리의 결혼식에 늦게 도착한 궨은 취한 채 케이크를 넘어뜨리고, 리무진을 훔쳐 운전하다 어느 집에 충돌하는 사고를 일으킨다. 궨은 감옥에 가는 대신 28일 동안 재활 시설에 입소하기로 결정한다.
재활 시설에서 궨은 성욕 과다증이며 코카인 중독 문제를 겪는 올리버, 면허가 취소된 의사 대니얼, 두 아이의 엄마 로샨다, 노년의 중독자 보비 진, 그리고 네덜란드 출신 이민자인 게어하트 등 다양한 사람들을 만나게 된다. 그녀는 10대 헤로인 중독자 앤드리아와 같은 방을 쓰게 된다. 그러나 궨은 여전히 본인이 알코올 의존증임을 인정하지 않고 치료에 저항한다. 그녀는 어린 시절 약물 중독으로 사망한 어머니의 기억에도 시달린다.
면회 날 재스퍼는 진통제를 몰래 건네주고, 둘은 함께 재활 센터를 빠져나가 술에 취해 하루를 보낸다. 이 사실을 알게 된 센터 책임자 코넬은 그녀를 퇴소시키고 형을 살게 하려 하지만, 궨은 여전히 본인에게 문제가 없다고 주장한다. 방으로 돌아온 궨은 진통제를 삼키려다가 뱉고, 진통제 병을 창밖으로 던져 버린다. 금단 증상을 겪으며 고통스러운 하루를 보낸 궨은 진통제 병을 찾으러 창문 밖으로 나갔다가 발목을 다치고, 새로 입소한 에디에게 구조된다.
이 일을 계기로 궨은 자신의 문제를 인정하고 치료에 참여하기 시작한다. 재스퍼가 샴페인을 들고 찾아와 청혼하자 궨은 그의 변하지 않은 태도를 보고 샴페인을 호수에 던져 버린다. 이후 궨은 앤드리아가 자해하려는 것을 막으며 가까워지고, 다른 입소자들과도 관계를 맺기 시작한다. 궨은 에디가 야구 선수였다는 사실을 알게 되고, 둘 사이에 잠시 로맨스의 기류가 흐르지만 둘은 친구로 지내기로 한다. 이후 모두 함께 에디가 좋아하는 연속극 〈산타크루즈〉를 시청하며 유대감을 나눈다.
언니 릴리는 집단 심리 치료에 참석해 결혼식 날 궨이 술에 취해 수치를 줬던 일을 이야기하며 상처를 토로한다. 궨은 처음엔 이를 가볍게 여기지만 점차 자신의 행동을 반성한다. 앤드리아가 퇴소할 날이 다가오자 궨은 작별 공연을 준비하지만, 안타깝게도 앤드리아는 약물 과다 복용으로 사망한다.
이 일로 궨은 릴리와의 관계를 회복하기로 결심하고, 결국 두 사람은 화해한다. 재활 치료를 마치고 퇴소한 궨은 에디로부터 재스퍼가 자신의 회복에 위험한 인물이라는 경고를 듣는다. 재스퍼는 말로는 변하겠다고 하지만 궨은 그의 진심 없는 태도를 깨닫는다. 궨은 재스퍼와 옛 파티 친구들이 있는 바를 떠나는 길에 말 한 마리를 마주친다. 궨은 재활 시설에 있을 때 실패했던 말발굽 들어올리기를 재시도해 성공하고, 자신의 변화된 모습을 실감한다. 궨은 재스퍼와 헤어지고, 후에 꽃집에서 회복한 게어하트와 재회한다. 크레디트 도중에 〈산타크루즈〉 배우가 새 환자로 입소해 에디가 반가워하는 장면이 나온다.

## 출연진
- 샌드라 불럭 - 궨 커밍스 역
- 비고 모텐슨 - 에디 분 역
- 도미닉 웨스트 - 재스퍼 역
- 엘리자베스 퍼킨스 - 릴리 커밍스 역
- 어주라 스카이 - 앤드리아 딜레이니 역
- 스티브 부세미 - 코넬 쇼 역
- 앨런 튜딕 - 더치 게어하트 역
- 마이크 오맬리 - 올리버 역
- 메리앤 존뱁티스트 - 로샨다 역
- 레니 샌토니 - 대니얼 역
- 다이앤 래드 - 보비 진 역
- 마고 마틴데일 - 베티 역
- 수전 크레브스 - 에벌린 역
- 일라이자 켈리 - 다넬 역

## 기타 제작진
- 공동 제작: 실리아 D. 코스터스
- 미술: 마샤 하인즈
- 의상: 엘런 러터

## 음악
싱어송라이터 라우던 웨인라이트 3세가 사운드트랙에 4개의 곡을 기여하였다.

## 우리말 녹음
MBC 성우진
- 정미숙 - 궨 (샌드라 불럭)
- 손원일 - 재스퍼 (도미닉 웨스트)
- 박지훈 - 에디 (비고 모텐슨)
- 김호성 - 코넬 (스티브 부세미)
- 정희선 - 보비 진 (다이앤 래드)
- 박태호 - 대니얼 (레니 샌토니)
- 최성우 - 릴리 (엘리자베스 퍼킨스)
- 이선주 - 로샨다 (메리앤 존뱁티스트)
- 박소라 - 앤드리아 (어주라 스카이)
- 엄현정 - 에벌린 (수전 크레브스)
- 송준석 - 게어하트 (앨런 튜딕)
- 최한 - 올리버 (마이크 오맬리)
- 이자옥 - 베티 (마고 마틴데일)
- 정재헌 - 팰컨 (잭 암스트롱)
- 방성준 - 그리핀 (로드 매케리)
- 조현정 - 궨 엄마 (엘리자베스 루시오)
- 문남숙 - 스타브로스 (리사 서턴)
- 이민하 - 헬렌 (캐시 페인)